# Rezé

Localització de Rezé

Rezé (en bretó Reudied, en gal·ló Raezaé) és un municipi francès situat al departament del Loira Atlàntic i a la regió del País del Loira. L'any 2005 tenia 37.333 habitants. Limita amb Nantes, Vertou, Les Sorinières, Pont-Saint-Martin i Bouguenais.

## Demografia
| Evolució de la població Ehess i INSEE |       |       |       |       |      |       |       |       |
| 1793                                  | 1800  | 1806  | 1821  | 1831  | 1836 | 1841  | 1846  | 1851  |
| 4 466                                 | 3 519 | 4 989 | 4 756 | 4 968 | -    | 5 277 | 6 203 | 6 644 |

| 1856  | 1861  | 1866  | 1872  | 1876  | 1881  | 1886  | 1891  | 1896  |
| ----- | ----- | ----- | ----- | ----- | ----- | ----- | ----- | ----- |
| 7 054 | 7 209 | 7 423 | 6 946 | 6 846 | 7 377 | 7 418 | 7 431 | 7 803 |

| 1901  | 1906  | 1911  | 1921   | 1926   | 1931   | 1936   | 1946   | 1954   |
| ----- | ----- | ----- | ------ | ------ | ------ | ------ | ------ | ------ |
| 8 751 | 8 919 | 9 424 | 10 368 | 11 050 | 12 325 | 13 499 | 16 395 | 19 000 |

| 1962   | 1968   | 1975   | 1982   | 1990   | 1999   | 2006 | 2011 | 2016 |
| ------ | ------ | ------ | ------ | ------ | ------ | ---- | ---- | ---- |
| 28 276 | 33 509 | 35 730 | 33 562 | 33 262 | 35 478 | -    | -    | -    |

| 2019 | - | - | - | - | - | - | - | - |
| ---- | - | - | - | - | - | - | - | - |
| -    | - | - | - | - | - | - | - | - |

## Administració
| Període   | Identitat              | Partit             |
| --------- | ---------------------- | ------------------ |
| 1936-1941 | Jean Vignais           | Radical-socialista |
| 1941-1944 | Alexandre Le Lamer     | Dreta              |
| 1944-1945 | Jean Vignais           | Radical-socialista |
| 1945-1949 | Arthur Boutin          | SFIO               |
| 1949-1959 | Georges Albert Bénezet | RPF                |
| 1959-1978 | Jacques Plancher       | SFIO               |
| 1978-1999 | Jacques Floch          | PS                 |
| 1999-     | Gilles Retière         | PS                 |

## Agermanaments
- Sankt Wendel (Saarland)
- Aïn Defla
- Dundalk

## Galeria d'imatges

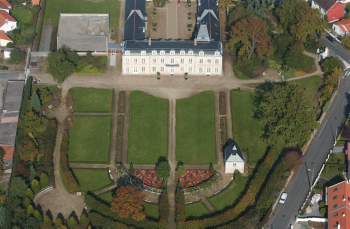
Castell de la Balinière
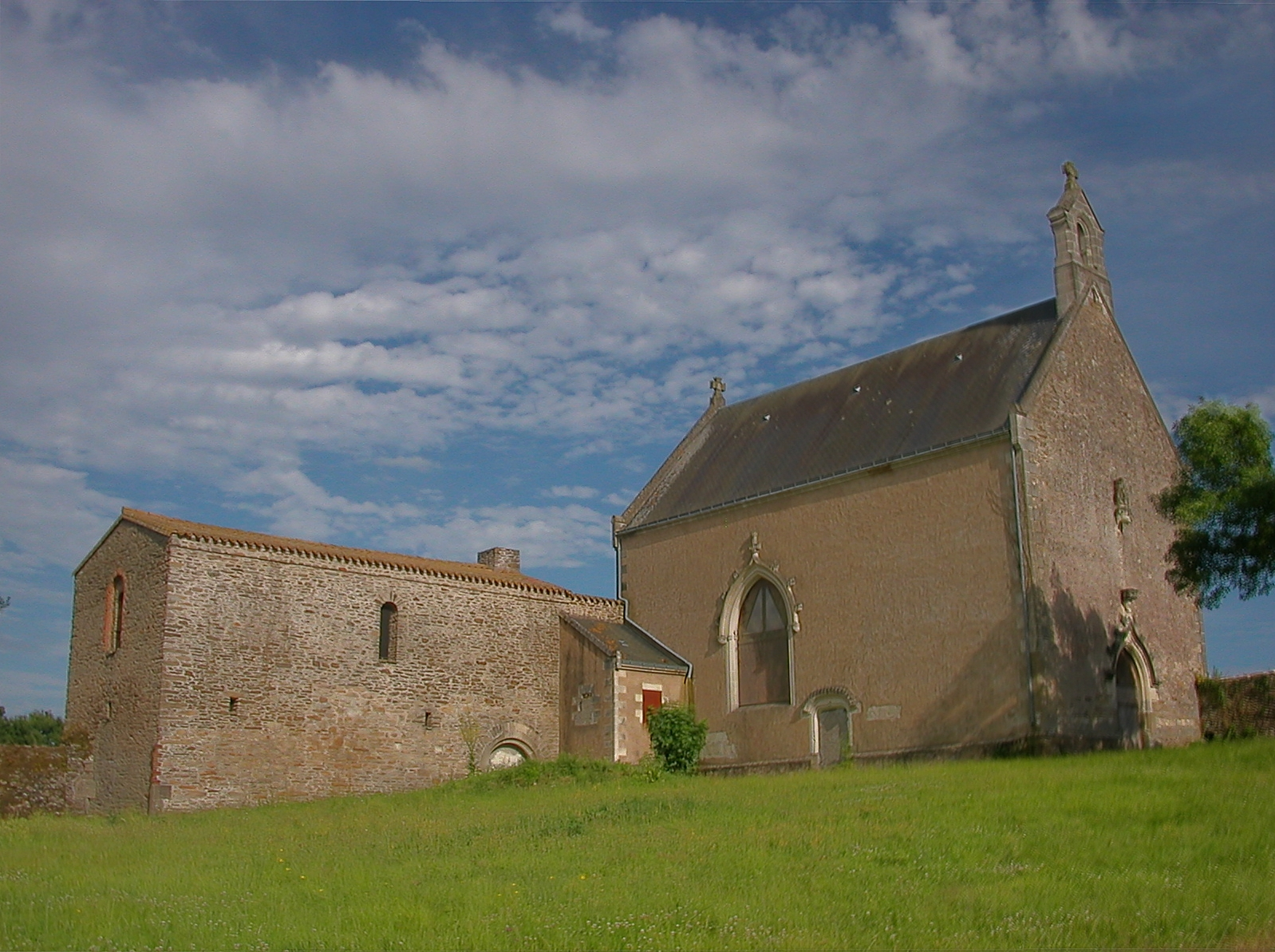
Església de Saint-Lupien
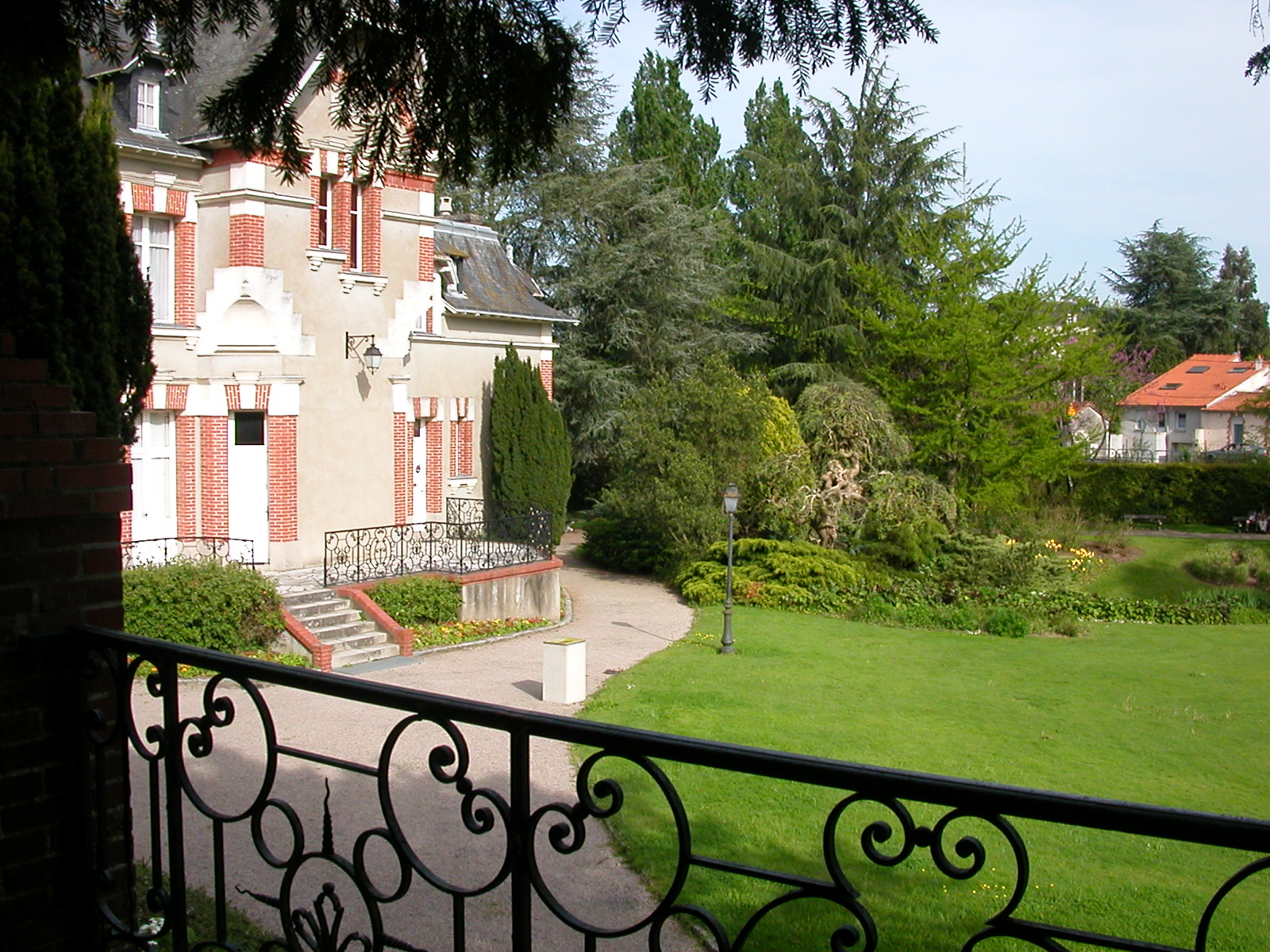
Castell de Morinière